# Epilobium halleanum
Epilobium halleanum är en dunörtsväxtart som beskrevs av Heinrich Carl Haussknecht. Epilobium halleanum ingår i släktet dunörter, och familjen dunörtsväxter. Inga underarter finns listade i Catalogue of Life.